# Stairway to Light
Stairway to Light ist ein US-amerikanischer Kurzfilm aus dem Jahr 1945.

## Handlung
Der Film ist eine Kurzbiografie des französischen Psychiaters Philippe Pinel (1745–1826), der für eine ärztliche Behandlung ohne Zwangsmaßnahmen eintrat.

## Auszeichnungen
1946 wurde der Film in der Kategorie Bester Kurzfilm (eine Filmrolle) mit dem Oscar ausgezeichnet.

## Hintergrund
Uraufgeführt wurde die Produktion der MGM am 3. November 1945.
Sprecher des Films war John Nesbitt.